# فرس (قوم)

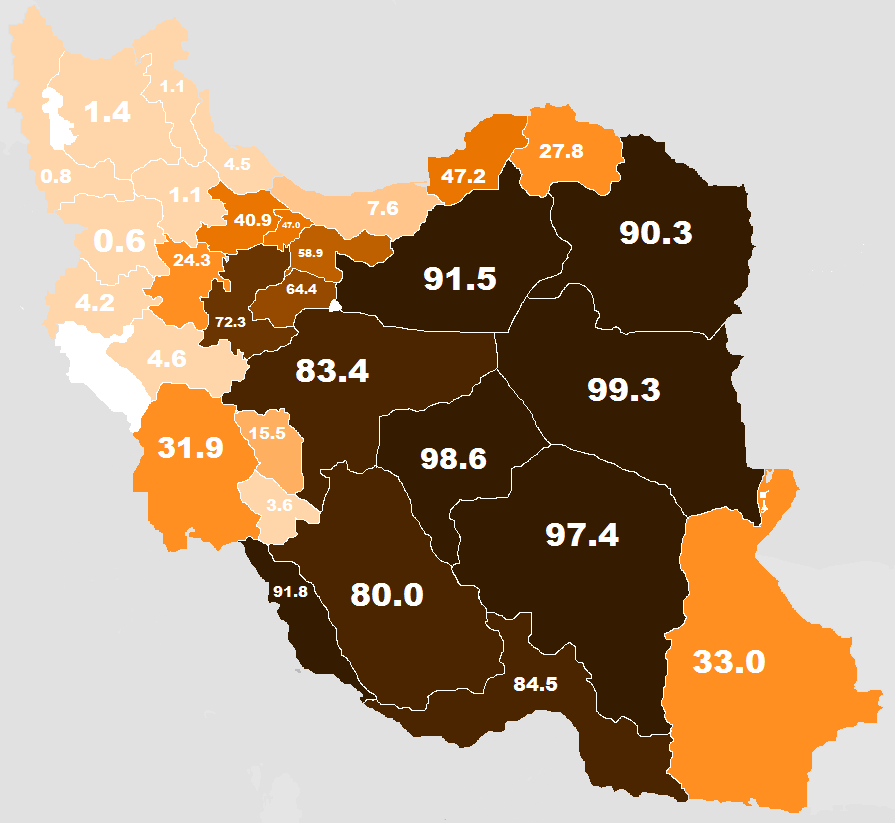
خريطة المقاطعات التي يسكنها الفرس في إيران، وفقًا لاستطلاع عام 2010، فأغلبهم من المحافظات الشرقية والمركزية والجنوبية.

الفُرس (بالفارسية: پارسی‌زبانان) هم شعب غرب آسيوي يقطن منطقة فارس التاريخية في هضبة إيران الآسيوية ويتحدث اللغة الفارسية وهي لغة هندوأوروبية؛ وينتمي الفرس الأوائل إلى المجموعة الآرية. لكن مع مرور الزمن امتصت المجموعة الفارسية العديد من الشعوب التي كانت تقطن أو قطنت المنطقة واستوعبتها خلال فترات عديدة؛ ومن هذه الشعوب العرب واليونانيين والترك والمغول وغيرهم، فمثلاً الهزارة في أفغانستان يضمون سلالات تنسب لبقايا المغول حيث يشبه الهزارة في بنيتهم العرق الأصفر من ناحية شكل العيون والوجه في حين أن الفرس في غرب إيران لهم علاقات وترابط مع الأكراد والعرب . أسس الفرس العديد من الدول والإمبراطوريات على مر التاريخ مثل الأخمينيين والساسانيين في حقبة ما قبل الإسلام، إضافة إلى سلالات حكمت في حقبة بعد الإسلام مثل السامانيين وغيرهم. تُعد غالبية الفُرس على أنهم يدينون بالإسلام على المذهب الشيعي الإثني عشري في حين يُعد الفُرس في المناطق الشرقية تابعون للمذهب السني، مع نسبة قليلة من الفُرس ما زالت تدين بديانات ما قبل الإسلام مثل الزرادشتية.

## نسبهم
اختلفوا في فارس على أقوال، وقول الجمهور على أنهم:
- فَارِسَ بْنِ أَمَيْمِ بْنِ لاوِذَ بْنِ سَامَ بْنِ نُوحٍ [4][5][6][7][8][9][10][11]

## الاسم الإثني

### علم أصول الكلمات
يُشتق مصطلح فارسي Persian الذي يعني «القادم من بلاد فارس» من الكلمة اللاتينية بيرجا Persia، وهي مُشتقة من الكلمة اليونانية بيرسيس Persís، التي أخذت شكل الهيلينية من الكلمة الفارسية القديمة بارس Pārsa، والتي تطورت لاحقًا إلى كلمة فارس Fārs في اللغة الفارسية الحديثة. استُخدمت كلمة بارس Parás في الكتاب المقدس، لا سيما في أسفار كل من دانيال، وأستير، وعزرا، ونحميا.
في علم أصول الكلمات اليوناني القديم، رُبط أصل الكلمة باسم بيرسيوس، وهو بطل في الأساطير اليونانية القديمة. يروي المؤرخ الإغريقي هيرودوت هذه القصة، والتي تفضي بوجود ابن أجنبي يُدعى بيرس لقّب الفرس أنفسهم باسمه تيمنّا به. وعلى ما يبدو، كان الفرس أنفسهم يعرفون هذه القصة، إذ حاول خشايارشا الأول أن يستخدمها لإغراء سكان مدينة آرغوس في أثناء غزوه اليونان، لكنه قد أخفق بذلك في النهاية.

### تاريخ استخدام الكلمة
على الرغم من أن بارس كانت مجرد مقاطعة من مقاطعات إيران القديمة، فقد اعتُمدت أشكال مختلفة من هذا المصطلح (على سبيل المثال، بلاد فارس) من خلال المصادر اليونانية واستُخدمت باعتبارها أصلًا لكل الإمبراطورية الفارسية لسنوات عديدة. وهكذا، ولا سيما في العالم الغربي، جاءت أسماء بلاد فارس والفارسية للإشارة إلى إيران وسكانها.
استخدمت بعض المصادر الإسلامية الحديثة في العصور الوسطى وأوائل العصور الحديثة أيضًا مصطلح فارسي للإشارة إلى مختلف الشعوب واللغات الإيرانية، بما في ذلك متحدثي اللغة الخوارزمية والمازندرانية والأذرية القديمة. يشير المؤرخ العراقي المسعودي في القرن العاشر إلى أن اللهجات البهلوية والدارية والأذرية تابعة للغة الفارسية. في عام 1333، أشار الرحالة والباحث المغربي حول العصور الوسطى ابن بطوطة إلى أهل كابول بوصفهم قبيلة فرعية منحدرة من الفرس. تقول السيدة ماري شيل (ليونورا وولف)، في دراستها حول إيران خلال عهد القاجار، إن الأكراد والليك يعتبرون أنفسهم منتمين إلى عرق «الفُرس القدامى».
في 21 مارس عام 1935، أصدر ملك إيران السابق رضا شاه من أسرة بهلوي مرسومًا يطلب من المجتمع الدولي اعتماد مصطلح إيران، وهو الاسم الأصلي للبلاد. ومع ذلك، فإن مصطلح فارسي ما يزال يُستخدم في التاريخ للإشارة إلى الأفراد الذين يعيشون في إيران الكبرى.

## معرض صور

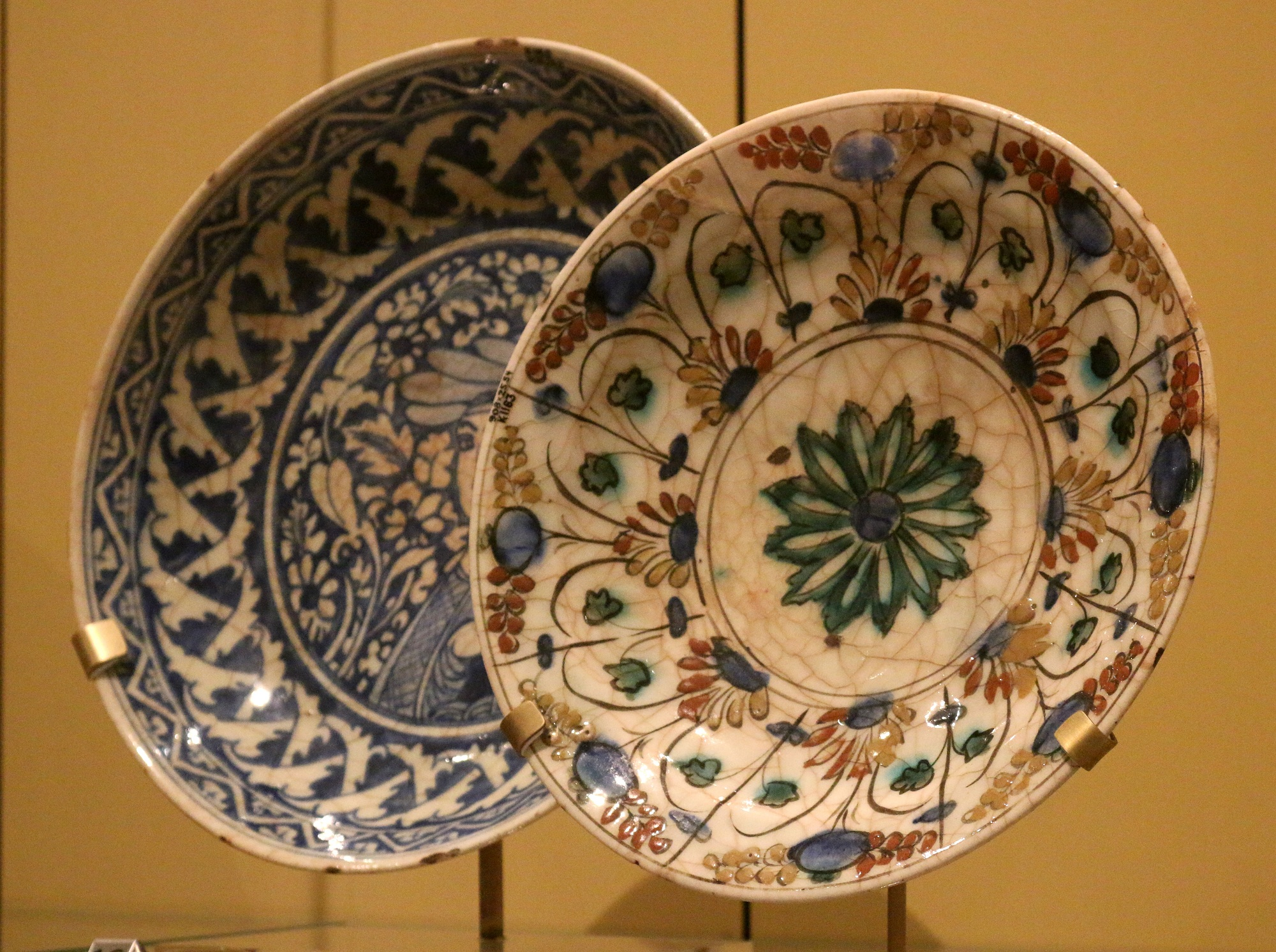
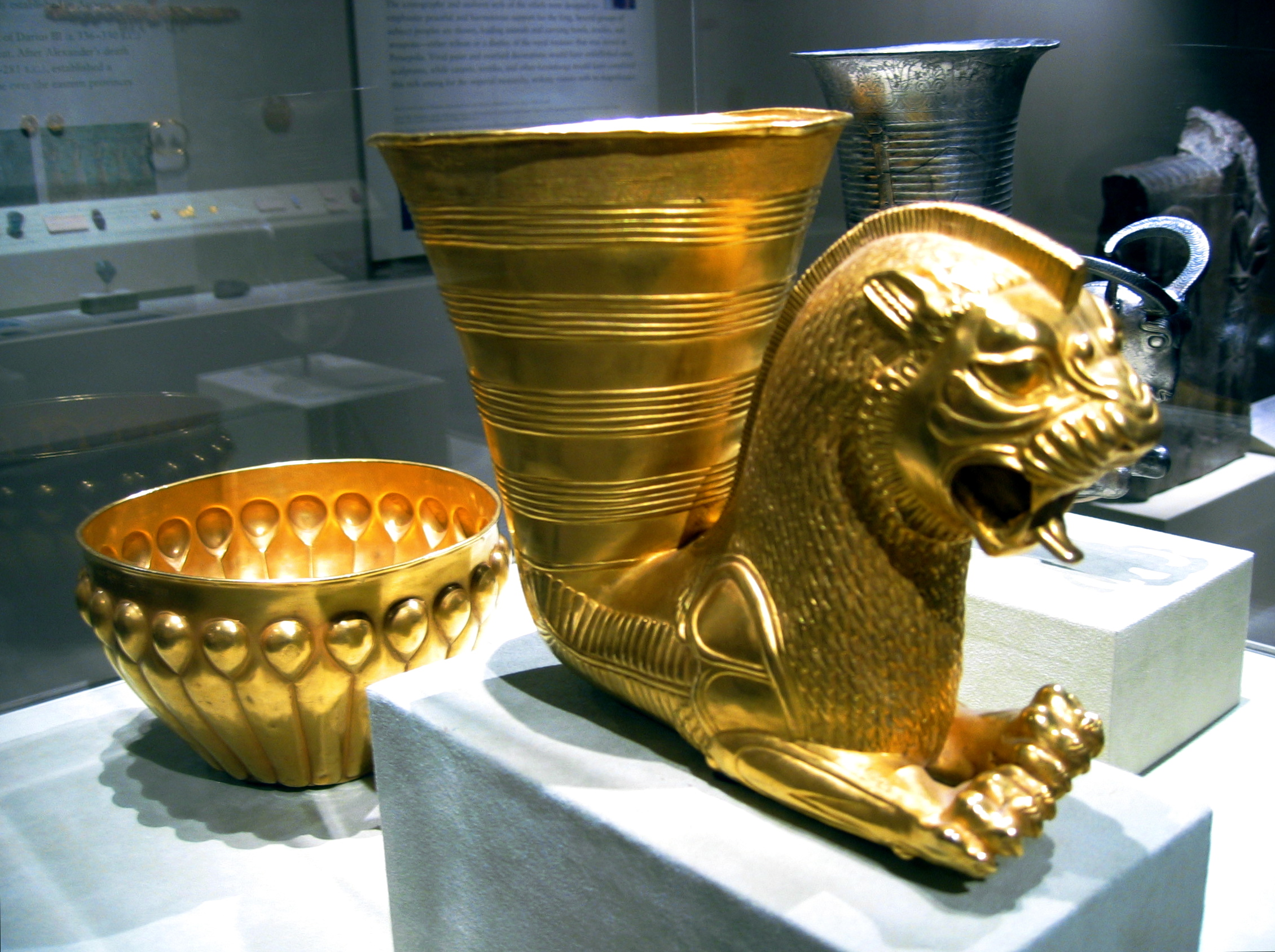
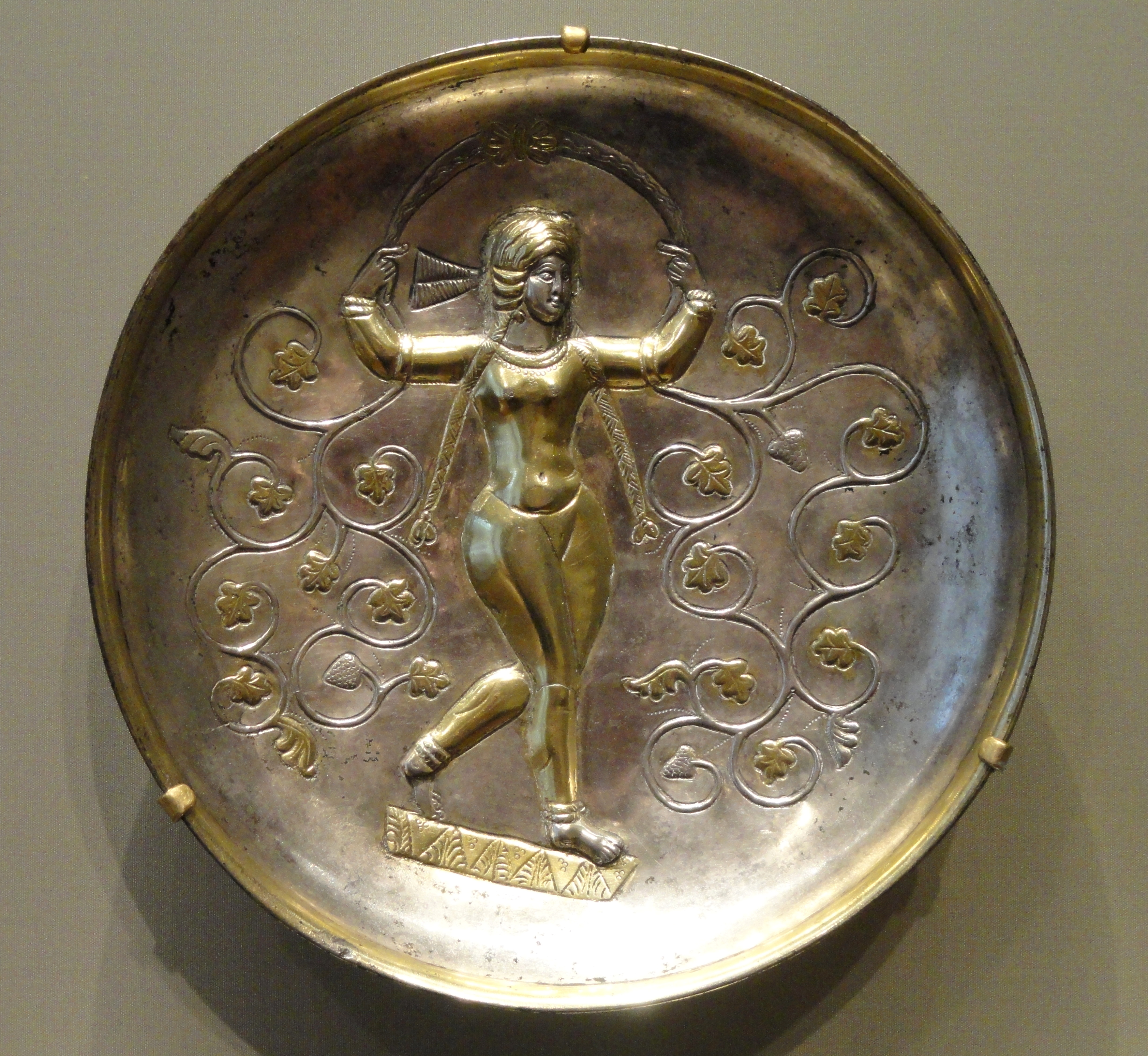
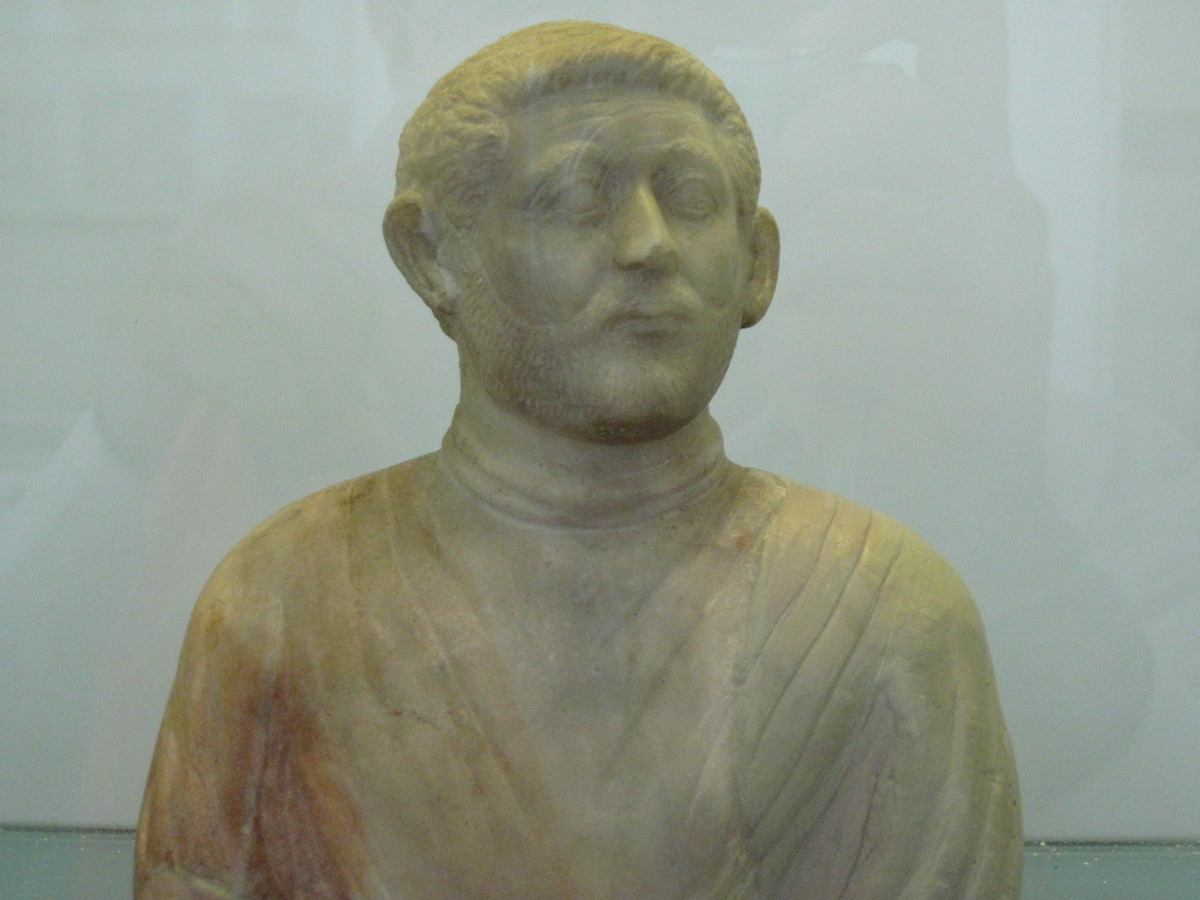